# Utricularia humboldtii
Utricularia humboldtii este o specie de plante carnivore din genul Utricularia, familia Lentibulariaceae, ordinul Lamiales, descrisă de Rob. Schomb.. Conform Catalogue of Life specia Utricularia humboldtii nu are subspecii cunoscute.